# Маркиз Чамли
Маркиз Ча́мли (англ. Marquess of Cholmondeley) — старинный аристократический титул в пэрстве Соединённого королевства. В качестве титулов учтивости наследники маркиза Чамли используют титулы графа Роксэведжа и виконта Малпаса. Титул был создан 22 ноября 1815 года для Джорджа Джеймса Чамли, 4-го графа Чамли.

## История титула
Семья Чамли происходит от сэра Хью Чамли младшего (1552—1601), сына английского офицера и рыцаря сэра Хью Чамли старшего (1513—1596). Старшим сыном сэра Хью Чамли младшего был Роберт Чамли, 1-й граф Лейнстер (1584—1659), в то время как его младший сын Томас (ум. 1652) был родоначальником баронов Деламер. Другой сын, его тезка Хью, был отцом Роберта Чамли (ум. 1655). Он унаследовал имения своего дяди лорда Лейнстера и был создан виконтом Чамли из Келса, в графстве Мит, в пэрстве Ирландии в 1661 году. Ему наследовал старший сын, второй виконт. Он был сторонником короля Вильгельма III и королевы Марии II, а также служил в качестве контролера двора и казначея двора. В 1689 году он был создан бароном Чамли из Нантвича, в графстве Честер, в пэрстве Англии, с последующим правом передачи титула своему младшему брату Джорджа Чамли. В 1706 году он был ещё удостоен титула виконта Малпас, в графстве Честер, и графа Чамли, в графстве Честер, также в пэрстве Англии и с теми же особыми правами.
Лорд Чамли никогда не был женат и ему наследовал в соответствии с особым выжидательным правом (и в соответствии с обычным наследованием в виконтстве Чамли) его младший брат Джорджа, второй граф. Он был видным полководцем и командовал конной гвардии в битве на реке Бойн в 1690 году. В 1715 году, за десять лет, прежде чем он стал преемником своего старшего брата, он был возведён, в пэрстве Ирландии, в своем собственном праве, как барон Ньюборо, в Ньюборо, в графстве Уэксфорд, а в 1716 году он был сделан бароном Ньюбергом, на острове Англси, в пэрстве Великобритании. После его смерти титул перешел к его сыну, третьему графу. Он был политиком и занимал должность лорда-хранителя Малой печати и канцлера герцогства Ланкастерского.
Его сменил его внук, четвертый граф. Он был сыном Джорджа Чамли, виконта Малпаса. Лорд Чамли также известный политик и служил в качестве капитана лейб-гвардии короля и лордом-стюардом. В 1815 году он был создан графом Роксэведжем, в графстве Честер, и маркизом Чамли, в пэрстве Соединённого королевства. Его сменил его старший сын, второй маркиз. Он представлял избирательный округ Касл-Ризинг в Палате общин, но в 1821 году он был вызван в Палату лордов через королевский рескрипт о явке на заседание парламента, в младшем титуле своего отца, как барон Ньюберг. Лорд Чамли был бездетным, и ему наследовал его младший брат, третий маркиз. Он заседал, как член парламента от Касл-Ризинга и Южного Хэмпшира. На 2023 год титул держит его прапраправнук, седьмой маркиз, который наследовал своему отцу в 1990 году.
Часть полномочий лорда великого камергера перешла в семью Чамли через брак первого маркиза Чамли с леди Джорджианой Шарлоттой Берти, дочерью Перегрина Берти, 3-го герцога Анкастера и Кестевена. Второй, четвертый, пятый, шестой и седьмой держатели маркизата все держали эту должность. Как лорд великий камергер, нынешний маркиз, наряду с герцогом Норфолком (граф-маршал), один из двух наследственных пэров, которые автоматически сохраняют места в Палате лордов после принятия Акта о Палате лордов 1999 года.
Пэры в Палате лордов может проводить свои семидесятилетия в апартаментах Чамли в Вестминстерском дворце. Среди других целей, баронесса Эллиот Харвудская организовала ужин в 1984 году для всех женщин-консерваторов членов парламента и пэров, и это мероприятие было проведено в этом месте. Терраса и апартаменты Чамли и апартаменты Эттли доступны для частных функций, спонсируемых членами для личного пользования или для внешних организаций.
Титулом учтивости наследника маркиза является титул графа Роксэведжа, в то время как старший сын лорда Роксэведжа известен как виконт Малпас).
Семейной резиденцией является Хоутон-холл, в Норфолке, и замок Чамли, который окружен 7500 акрами (30 км²) недвижимости вблизи Малпаса, в Чешире.
Семья фамилия и титулы четырёх пэрств, Cholmondeley, произносятся как «Чамли».

## Виконты Чамли (1661 год)
- 1661—1681: Роберт Чамли, 1-й виконт Чамли (умер 22 мая 1681 года), единственный сын Хью Чамли (ум. 1655) и внук сэра Хью Чамли (1513—1596).
- 1681—1725: Хью Чамли, 2-й виконт Чамли (1662 — 18 января 1725), старший сын предыдущего (создан графом Чамли в 1706 году).

## Графы Чамли (1706 год)
- 1706—1725: Хью Чамли, 1-й граф Чамли (1662 — 18 января 1725)[7], старший сын Роберта Чамли, 1-го виконта Чамли.
- 1725—1733: Генерал Джордж Чамли, 2-й граф Чамли (1666 — 7 мая 1733), младший брат предыдущего.
- 1733—1770: Джордж Чамли, 3-й граф Чамли (2 января 1703 — 10 июня 1770), старший сын предыдущего.
  - Джордж Чамли, виконт Малпас (17 октября 1724 — 15 марта 1764), старший сын предыдущего.
- 1770—1827: Джордж Джеймс Чамли, 4-й граф Чамли (11 мая 1749 — 10 апреля 1827), единственный сын предыдущего (создан маркизом Чамли в 1815 году).

## Маркизы Чамли (1815 год)
- 1815—1827: Джордж Джеймс Чамли, 1-й маркиз Чамли (11 мая 1749 — 10 апреля 1827), единственный сын Джорджа Чамли, виконта Малпаса, внук Джорджа Чамли, 3-го графа Чамли.
- 1827—1870: Джордж Горацио Чамли, 2-й маркиз Чамли (16 января 1792 — 8 мая 1870), старший сын предыдущего от второго брака.
- 1870—1884: (Уильям) Генри Хью Чамли, 3-й маркиз Чамли (31 марта 1800 — 16 декабря 1884), младший брат предыдущего.
  - Чарльз Джордж Чамли, виконт Малпас (9 июля 1829 — 7 декабря 1869), старший сын предыдущего.
- 1884—1923: Джордж Генри Хью Чамли, 4-й маркиз Чамли (3 июля 1858 — 16 марта 1923);[5], единственный сын предыдущего.
- 1923—1968: Джордж Горацио Чарльз Чамли, 5-й маркиз Чамли (19 мая 1883 — 16 сентября 1968), старший сын предыдущего.
- 1968—1990: Джордж Хью Чамли, 6-й маркиз Чамли (24 апреля 1919 — 13 марта 1990), старший сын предыдущего.
- 1990 — настоящее время: Дэвид Джордж Филип Чамли, 7-й маркиз Чамли (род. 27 июня 1960), единственный сын предыдущего.
  - Наследник: Александр Хью Джордж, граф Роксэведж, (род. 12 октября 2009), старший из сыновей-близнецов 7-го маркиза.
    - Наследник наследника: Оливер Тимоти Джордж Чамли, лорд Чамли (род. 12 октября 2009), младший брат-близнец предыдущего.